# Георги Христов (певец)
Вижте пояснителната страница за други личности с името Георги Христов.
Георги Стефанов Христов е известен български поп певец, композитор,  и текстописец. В края на 80-те години се превръща в една от най-ярките звезди на българската поп музика.
Има издадени 18 музикални албума. Едни от най-големите му хитове през годините са: „Черно и бяло“, „Нямам нужда от много приятели“, „Не съжалявайте“, „Илюзия“, „Повтаряй ми, че ме обичаш“, „Сезони“, „Още те обичам“, „Нещо невероятно“, „Момичетата от нашия клас“, „Кой е той“, „Любовта е дар“, „И само дъжд“, „Пей, сърце“, „Отчаяние няма“, „Аз и ти, без него“, „Да обичаш не е грях“, „Песен за стария моряк“, „Не казах нищо“, „Шанс за децата“, „Пожелавам ви късмет“, „Чудак“, „Бог се роди, Коледо“, „Безкрайна любов“, „Душата ми е стон“, „Иди си“, „Щастлив съм“, „Животът е измама“, „Животът ни е даден“, „Прескочи го“, „Какъвто съм, такъв съм“, „Как си отивате, приятели...“, „Още“, „Болка“, „Изгарям“, „Скитникът“ и др.

## Биография
Георги Христов е роден на 28 януари 1964 г. в София. От малък мечтае да стане певец и успоредно с обучението си в училище ходи и на уроци по музика. Първата му публична изява била на 5 г., когато леля му го качва на сцената на бар „Москва“ и той изпълнява песента „Бу-бу“ на Оскар Бентан. Професионално пред публика пее за първи път шестгодишен на сцената на читалище „Раковски“ на празника на училището си. Песента е „Моя страна, моя България“ на Емил Димитров, която той представя с акордеон.
Завършил е Държавната музикална академия, специалност: „Естрадна музика“ през 1983 г. Още по време на следването си става солист на група „Такт“ и през лятото на 1981 г. реализира първия си студиен запис на песента „Следи“, на която по-късно прави кавър-версия. Съвсем в началото на своята кариера, още студент, Георги Христов гастролира в Монголия и бившия Съветски съюз с Биг бенда на Българското национално радио с диригент Вили Казасян.
Автори на първите му песни са композиторите Зорница Попова и Мария Нейкова. Добива популярност с хитовата диско песен „Кой е той“ от албума „Естрадна мозайка 4“ (1985). Песента е кавър версия на Colour My Love на италианската италодиско група „Фън Фън“.
Участва и печели престижните фестивали „Златният Орфей“ (1988, 1992), „Мелодия на годината“ (1986, 1992), „Бургас, морето и неговите трудови хора“ (1987), радиоконкурса „Пролет“.
Концертира в България и в чужбина – Европа, Азия и САЩ – със своята вокално-инструментална група „Черно и бяло“ и собствен балет. Пее на пет езика.
Печелил е отличия и награди, виж пълния списък по-долу. Георги Христов е автор на музиката и текста на 90% от песните, които изпълнява.
Георги Христов има разнообразен репертоар, който включва: балади, диско, латино, рок и фолклор от различни краища на България (родопски, добруджански, македонски песни).
Музика за него са писали: Зорница Попова, Тончо Русев, Борис Чакъров, Димитър Гетов, Мария Нейкова, Морис Аладжем, Вили Казасян, Иван Пеев, Найден Андреев, Мария Ганева и други.

## Награди
- 2014 „Златен век“ за изключителни творчески постижения – Министерство на културата;
- 2008 Кристална лира за албума Camino и концерта на 10.10.2008 г. в зала 1 на НДК – награда на Съюза на българските музикални и танцови дейци за изключителни творчески постижения;
- 2005 Специална награда на София за изключителни творчески постижения;
- 2005 Наградата на публиката и Трета награда на професионалното жури на Пролетния радиоконкурс за поп- и рок песни на БНР („Хоризонт“) за песента „Пожелавам ви късмет“;
- 2004 Певец на годината – „Мело ТВ Мания“, БНТ;
- 2000 Гран При – „Евро песен“, Прага за песента „Безкрайна любов“;
- 1999 Гран При, Малта – най-добра песен и най-добър певец;
- 1997 Златен медал – Олимпиада на изкуствата, Лос Анжелис (САЩ);
- 1996 Специална награда „Кристална лира“ на Съюза на музикалните дейци в България;
- 1995 Певец на годината – Национални годишни награди за поп- и рок музика;
- 1995 „Златният Орфей+“;
- 1993 Гран При, Букурещ;
- 1992 Първо място – „Златният Орфей“ за песента „Аз и ти, без него“, Гран При не се присъжда;
- 1992 Голямата награда – „Мелодия на годината“ за песента „Не съжалявайте“;
- 1988 Първо място – „Златният Орфей“ за песента „Отчаяние няма“, Гран При не се присъжда;
- 1988 Второ място, Росток (Германия);
- 1987 Първо място – „Бургас и морето“ с „Песен за стария моряк“;
- 1986 Първо място, Наградата на публиката и специална награда от „Съюза на българските композитори“ в конкурса „Мелодия на годината“, Велико Търново;
- 1986 Първо място – Пролетен радиоконкурс за поп- и рок песни на БНР;

## Дискография
На част от албумите е продуцент, а на последните и издател.
- 1987 – „Криле“

1. Криле
2. Криле – инструментал

- 1987 – „Черно и бяло“

1. Черно и бяло – м.ар. Димитър Гетов, т. Иван Тенев
2. Ще те накарам да се влюбиш – м. Зорница Попова, т. Йордан Янков, ар. Димитър Гетов
3. Хубаво време – м.ар. Борис Чакъров, т. Георги Начев
4. Любовта е дар – м.ар. Александър Савелиев, т. Георги Начев
5. В блок панелен – м. Иван Пеев, т. Живко Колев, ар. Иван Лечев
6. Днес си малко странна – м. Зорница Попова, т. Йордан Янков, ар. Борис Чакъров
7. Върни ми любовта – м.ар. Димитър Пенев, т. Стефан Банков
8. Момичетата от нашия клас – м.ар. Димитър Гетов, т. Тодор Анастасов
9. Сърцето ми бие тревога – м. Йонко Попов, т. Венцислав Мартинов, ар. Александър Савелиев
10. Пътник – м. Тончо Русев, т. Петър Караангов, ар. Димитър Гетов
11. Защо – м. Морис Аладжем, т. Тодор Анастасов, ар. Борис Чакъров
12. Пази се от автомобил – м. Вили Казасян, т. Богомил Гудев, ар. Христо Йоцов
13. Очи – м. Георги Костов, т. Пенчо Пенев, ар. Димитър Гетов

- 1987 – „Всичко е музика“ с Росица Кирилова

1. Всичко е музика – м. Тончо Русев, т. Георги Начев, ар. Константин Цеков
2. Доверие – м.ар. Димитър Гетов, т. Лъчезар Ичев

- 1988 – „Нещо невероятно“ с Росица Кирилова

1. Трябва да се видим – м. Стефан Димитров, т. Димитър Ценов, ар. Иван Платов
2. Неочаквана сълза – м. Тончо Русев, т. Георги Начев, ар. Константин Цеков
3. Лято или зима – м. Вили Казасян, т. Георги Начев, ар. Асен Драгнев
4. Как ще стане това – м. Зорница Попова, т. Йордан Янков, ар. Кристиян Бояджиев
5. Всичко е игра – м.ар. Кристиян Бояджиев, т. Георги Начев
6. Сега сме двама – м.ар. Димитър Гетов, т. Димитър Ценов
7. Нещо невероятно – м. Зорница Попова, т. Георги Начев, ар. Борис Чакъров
8. Участ – м.ар. Александър Савелиев, т. Георги Начев
9. Премълчани думи – м. Иван Пеев, т. Георги Начев, ар. Кристиян Бояджиев
10. Всичко е музика – м. Тончо Русев, т. Георги Начев, ар. Константин Цеков
11. Не се предавай – м.ар. Борис Чакъров, т. Георги Начев
12. Розови очила – м. Найден Андреев, т. Димитър Ценов, ар. Александър Савелиев

- 1989 – „Моят път“

1. Моят път – м. Мария Ганева, т. Иван Тенев, ар. Борис Чакъров
2. Няма миг закъснял – м.ар. Александър Савелиев, т. Георги Начев
3. Лора – м. Димитър Ковачев, т. Тодор Лозанов, ар. Борис Чакъров
4. Вечер – м.ар. Кристиян Бояджиев, т. Александър Петров
5. И само дъжд – м.ар. Димитър Пенев, т. Димитър Точев
6. Илюзия – м. Тончо Русев, т. Петър Караангов, ар. Александър Савелиев
7. Кой съм и как живея – м.ар.Румен Бояджиев и Константин Цеков, т. Даниела Кузманова
8. Горчива или сладка – м.ар. Асен Драгнев, т. Димитър Керелезов
9. Всяко зло за добро – м. Стефан Димитров, т. Михаил Белчев, ар. Борис Чакъров
10. Рано е за сбогом – м. Димитър Пенев, т. Иван Стефанов, ар. Борис Чакъров
11. Сто процента обич – м. Зорница Попова, т. Йордан Янков, ар. Борис Чакъров
12. Дали си разбрала – м. Мария Нейкова, т. Петър Москов, ар. Димитър Гетов
13. Чудак – м.ар. Димитър Гетов, т. Тодор Анастасов
14. Утре отново – м.ар. Борис Чакъров, т. Александър Петров
15. Любов не на шега – м.ар. Найден Андреев, т. Валерия Кръстева
16. В най-хубавия час – м. Иван Пеев, т. Георги Начев, ар. Борис Чакъров

- 1991 – „Не съжалявайте“ – Неиздаден албум

1. Не съжалявайте – м. Георги Христов, т. Петър Москов, ар. Евгени Платов
2. Кой каквото прави – м.т. Георги Христов, ар. Борис Чакъров
3. Ще те повикам – м. Мария Ганева, т. Иван Тенев, ар. Борис Чакъров
4. Сбогуване – м.ар. Евгени Платов, т. Георги Начев
5. На свободен наем – м.т. Георги Христов, ар. Борис Чакъров
6. Бягай, самотнико – м. Иван Пеев, т. Живко Колев, ар. Красимир Гюлмезов
7. Пей, сърце – т. Надежда Захариева, ар. Евгени Платов
8. Лале ли си, зюмбюл ли си – м.т.народни, ар. Евгени Платов
9. Иди си – м.т. Георги Христов, ар. Евгени Платов
10. Как ще стане това – м. Зорница Попова, т. Йордан Янков, ар. Кристиян Бояджиев
11. Приятели – м. Георги Христов, т. Рашко Стойков, ар. Евгени Платов
12. Love – ар. Евгени Платов
13. Help – ар. Евгени Платов

- 1994 – „Карузо“

1. Карузо – ар. Константин Цеков и Борис Чакъров
2. Шанс за децата – м.т. Георги Христов, ар. Константин Цеков и Борис Чакъров
3. Животът е измама – м. Георги Христов, т. Тодор Анастасов, ар. Борис Чакъров
4. Повтаряй ми, че ме обичаш – м.ар. Стефан Диомов, т. Георги Христов и Андрей Герасимов
5. Пей, сърце – т. Надежда Захариева, ар. Георги Христов
6. Най-великата любов – ар. Борис Чакъров
7. Девойко мари хубава – м.т.народни, ар. Емил Михайлов, обработка Георги Христов
8. Иди си – м.т. Георги Христов, ар. Константин Цеков и Борис Чакъров
9. Ти си секси – м.ар. Васил Папазов, т. Георги Христов и Миодраг Иванов
10. Без теб – м.ар. Стефан Диомов, т. Александър Петров
11. Какъвто съм, такъв съм – м.т. Георги Христов, ар. Борис Чакъров
12. Нямам нужда от много приятели – м. Георги Христов, т. Рашко Стойков, ар. Борис Чакъров

- 1995 – „Майчице“

1. С ритъма „Шакадъм“ – м. С. Акс, т. Георги Христов
2. Майчице – м. Георги Христов, т. Михаил Белчев
3. Ай, ай, ай – м.т. Георги Христов
4. Запомни ме с добро – м.т. Георги Христов
5. От утре – м. Любомир Денев, т. Михаил Белчев
6. Посвещение – м.т. Георги Христов
7. Мило либе – м.т. Валентин Пензов
8. Просякът – м. Явор Димитров, т. Михаил Лермантов
9. С музика живея – м.т. Георги Христов
10. Сезони – м.т. Георги Христов
11. Не заспивайте – ар. Константин Цеков и Борис Чакъров
12. Бог се роди, Коледо – м.т. Георги Христов

- 1996 – „Избрах за вас“

1. Щракам си с пръсти – м.т. Георги Христов, ар. Борис Чакъров
2. Следи – м. Явор Димитров, т. Блага Димитрова, ар. Борис Чакъров
3. Невъзможно е (Не съжалявайте) – м. Георги Христов, т. Димитър Йосифов, ар. Борис Чакъров
4. Помощ! – ар. Борис Чакъров
5. Черно и бяло – м.ар. Димитър Гетов, т. Иван Тенев
6. Ще оцелея – ар. Борис Чакъров
7. Карузо – ар. Борис Чакъров и Константин Цеков
8. Нямам нужда от много приятели – м. Георги Христов, т. Рашко Стойков, ар. Борис Чакъров
9. Чудак – м.ар. Димитър Гетов, т. Тодор Анастасов
10. Лале ли си, зюмбюл ли си – м.т.народни, ар. Евгени Платов, обработка Георги Христов
11. Шанс за децата – м.т. Георги Христов, ар. Борис Чакъров и Константин Цеков

- 1998 – „Безкрайна любов“

1. Не ме търси – м.т. Георги Христов
2. Безкрайна любов – м.т. Георги Христов
3. Танцувай, Саманта – м.т. Георги Христов
4. Синева – м. Александър Йосифов, т. Павел Матев
5. Леко момиче – м.т. Георги Христов
6. Животът ни е даден – м.т. Георги Христов
7. Искам да съм сам – м.т. Георги Христов
8. Прескочи го – м.т. Георги Христов
9. Бели ружи, нежни ружи – стара градска песен, обработка Г. Христов
10. Щастлив съм – м.т. Георги Христов
11. С теб ще замина – канцонета
12. Излел е Дельо хайдутин – обработка Георги Христов

- 2000 – Millenium

1. Всичко или нищо – м.т. Георги Христов, ар. Борис Чакъров
2. Душата ми е стон (на Лора) – м. Георги Христов, т. Пейо Яворов, ар. Борис Чакъров
3. В новия век – м. Георги Христов, т. Александър Петров, ар. Борис Чакъров
4. Излел е Дельо хайдутин – дует с Валя Балканска – обработка Георги Христов, ар. Борис Чакъров
5. Всичко или нищо (ремикс) – м.т. Георги Христов, ар. VOX
6. Ако умрам ил загинам – обработка Георги Христов, ар. Борис Чакъров
7. Радост за света – съпричуъл с „Бон-бон“, ар. Борис Чакъров
8. Поне на Коледа да се обичаме – м.т. Георги Христов, ар. Борис Чакъров
9. Всичко или нищо (ремикс) – м. Георги Христов, англ.т. Жени Велчева, ар. VOX
10. Всичко или нищо (ремикс) – инструментална версия

- 2004 – „Още...“

1. Болка – м.т. Георги Христов, ар. Светослав Заров
2. Още – м.т. Георги Христов, ар. Светослав Заров
3. Сега разбрах – м. Олег Попков, т. Георги Христов, ар. Сергей Ананиев
4. Никога в живота – м.т. Георги Христов, ар. Светослав Заров
5. Любов – м. Алла Пугачова, т. Георги Христов, ар. Андрей Ким и Димитър Мос
6. Елена – м.т. Георги Христов, ар. Светослав Заров
7. Много пъти – м. Игор Николаев, т. Георги Христов, ар. Андрей Ким
8. Килиманджаро – б.т. Георги Христов, ар. Димитър Мос
9. Една любов – дует с Нели Рангелова – м.ар. Красимир Гюлмезов, т. Александър Петров
10. Сега разбрах – латино ремикс – м. Олег Попков, т. Георги Христов, ар. Андрей Ким и Димитър Мос
11. Още – клубен ремикс – м.т. Георги Христов, ар. Светослав Заров
12. Аве Мария – м. Франц Шуберт, ар. Красимир Гюлмезов

- 2005 – The Best 1

1. Пожелавам ви късмет
2. Черно и бяло
3. Момичетата от класа
4. Илюзия
5. Чудак
6. Иди си
7. Мило либе
8. Майчице
9. Щракам си с пръсти
10. Искам да съм сам
11. Танцувай Саманта
12. Безкрайна любов
13. Душата ми е стон
14. Радост за света
15. Излел е Дельо хайдутин
16. Аве Мария

- 2006 – The Best 2

1. Никога
2. Не казах нищо
3. Сезони
4. Щастлив съм
5. Повтаряй ми, че ме обичаш
6. Не ме търси
7. Шанс за децата
8. Живота е измама
9. Ако умрам, ил загинам
10. Запомни ме с добро
11. Бели ружи, нежни ружи
12. Прескочи го
13. Живота ни е даден
14. Пей сърце
15. Не заспивай
16. Бог се роди, Коледо

- 2007 – The Best 3

1. Мечта /Sogno/
2. Две сълзи след мен
3. Какъвто съм, такъв съм
4. Нямам нужда от много приятели
5. Ти си секси
6. Болка
7. Всичко или нищо
8. Синева
9. Лале ли си, зюмбюл ли си
10. Още...
11. Следи
12. Леко момиче
13. Поне на Коледа да се обичаме
14. С музика живея
15. Девойко, мари хубава
16. Как си отивате приятели...

- 2008 – Camino

1. Камино – мексиканска народна песен, ар. Димитър Гетов
2. Камино – инструментал

- 2012 – „Още те обичам. Златни балади“

1. Още те обичам
2. Нямам нужда от много приятели
3. Майчице
4. Запомни ме с добро
5. Искам да съм сам
6. Безкрайна любов
7. Посвещение
8. Сезони
9. Иди си
10. Шанс за децата
11. Душата ми е стон
12. Животът ни е даден
13. Болка
14. Не съжалявайте
15. Camino – bonus

- 2015 – „Изгарям“

1. Сбогом
2. Изгарям
3. Много причини има
4. Шемет
5. Безумна нощ
6. Кой каквото прави
7. Души
8. Черно и бяло (денс версия)
9. Искам само
10. Не заспивайте
11. Изгарям (инструментал)

- Песни в мюзикъли

1. „Утре в десет“

- Сингли

1. Никога
2. Момичетата от класа
3. Пожелавам ви късмет
4. Сега разбрах
5. Килиманджаро
6. Болка
7. Още
8. Всичко или нищо
9. В Новия век
10. Поне на Коледа да се обичаме
11. Не ме търси

- Други песни на Георги Христов

1. 1983 – Очите ти – м.ар. Любомир Денев, т. Живко Колев – от мюзикъла „Утре в десет“
2. 1983 – Думи за сбогом – дует със Стефка Оникян – м.ар. Любомир Денев, т. Живко Колев – от мюзикъла „Утре в десет“
3. 1984 – Истина – м.ар. Тодор Филков, т. Волен Николаев – от фестивала „Златният Орфей“
4. 1984 – Обич за обич – м. Георги Кордов, т. Евтим Евтимов, ар. Панайот Славчев
5. 1985 – Кой е той – б.т. Жива Кюлджиева, ар. Димитър Гетов – от албума „Естрадна мозайка 4“
6. 1985 – Моряшка любов – м. Зорница Попова, т. Йордан Янков – Награда на съюза на българските композитори на фестивала „Бургас и морето“
7. 1985 – След работа – м.ар. Димитър Гетов, т. Дамян Дамянов, съпровождат Сребърни звезди – от албума „Кремиковски искри 3“
8. 1985 – Звезди в очите – дует с Нели Рангелова – м.ар. Кристиян Бояджиев, т. Георги Евдокиев – от албума „Кремиковски искри 2“
9. 1986 – Да обичаш не е грях – м. Морис Аладжем, т. Тодор Анастасов, ар. Иван и Евгени Платови – от Мелодия на годината
10. 1986 – Не бързай – м.ар. Димитър Гетов, т. Димитър Ценов – от албума „Естрадна палитра 1“
11. 1986 – Романс за Балчик – м. Атанас Бояджиев, т. Емил Розин, ар. Христо Йоцов, съпровожда ЕОКТР, диригент Вили Казасян – от албума „Песни за Балчик“
12. 1986 – Пролет – дует с Петя Буюклиева – м. Тончо Русев, т. Петя Дубарова, ар. Димитър Гетов – от албума по стихове на Петя Дубарова „Радостта като сълза“
13. 1986 – Идвай с надежда – дует с Росица Кирилова – м.ар. Владимир Джамбазов, т. Георги Начев, съпровожда ЕОКТР, диригент Вили Казасян – от фестивала „Златният Орфей“
14. 1987 – Влюбен и щастлив – м.ар. Александър Миладинов, т. Надежда Захариева – от Младежкия конкурс за забавна песен
15. 1987 – Всяка нежност е за двама – м. Зорница Попова, т. Йордан Янков, ар. Димитър Гетов – от албума „25 години Сребърни звезди“
16. 1987 – За самотата – м.ар. Кристиян Бояджиев, т. Волен Николаев – от албума „25 години Сребърни звезди“
17. 1987 – Има такъв град – м.ар. Иван Пеев, т. Георги Бакалов – от албума „Песни за Тутракан и дружбабата“
18. 1987 – Като вятър луд – м.ар. Жан Шейтанов, т. Димитър Ценов – от албума „Танцувайте с нас“
19. 1987 – Лудо сърце – м. Морис Аладжем, т. Тодор Анастасов, ар. Евгени Платов – от албума „Млади изпълнители пеят песните на Морис Аладжем“
20. 1987 – На България – м.ар. Кристиян Бояджиев, т. Лиляна Стефанова – от албума „Да бъде ден, да има мир и песен“
21. 1987 – Песен за стария моряк – м. Зорница Попова, т. Йордан Янков, ар. Димитър Гетов – от фестивала „Бургас и морето“
22. 1987 – От утре – дует с Петя Буюклиева – м. Стефан Илиев, т. Александър Петров, ар. Александър Кипров – от албума „Стадион“
23. 1988 – Българска зора – м. Любомир Дамянов, т. Георги Начев, ар. Евгени Платов – от албума „Песни за белия град 3“
24. 1988 – Заек – м.ар. Асен Драгнев и Румен Бояджиев, т. Живко Колев – от албума „21 забавни детски песни за животните“
25. 1988 – Отчаяние няма – м. Зорница Попова, т. Йордан Янков, ар. Иван Платов – Първа награда на фестивала „Златният Орфей“
26. 1990 – Когато – м. Мария Ганева, т. Иван Тенев, ар. Борис Чакъров
27. 1990 – Късмети – м.ар. Димитър Пенев, т. Ани Владимирова – от албума с детски песни от Димитър Пенев „Мечтите ми са сини“
28. 1990 – 300 000 песни – с участието на известни естрадни изпълнители – м.ар. Кристиян Бояджиев, т. Александър Петров – от албума „300 000 песни“
29. 1990 – Само аз – дует с Росица Кирилова – м. Мария Нейкова, т. Георги Начев, ар. Боян Динев – от албума на Мария Нейкова „За себе си и за другите“
30. 1992 – Аз и ти без него – м. Зорница Попова, т. Йордан Янков, ар. Панайот Славчев – Първа награда на фестивала „Златният Орфей“
31. 1992 – Някой забравен приятел
32. 1992 – Дай ми ръка на раздяла
33. 1992 – Две сълзи след мен – м.ар.Румен Андонов, т. Дамян Дамянов
34. 1993 – Коктейлите на Влади – м.ар. Димитър Гетов, т. Владислав Карамфилов-Въргала – от предаването „Коктейлите на Влади“
35. 1993 – Нова година – м. Георги Христов, т. Владислав Карамфилов-Въргала, ар. Борис Чакъров – от предаването „Коктейлите на Влади“
36. 1995 – Рожден ден – с участието на Бон-бон – м. Зорница Попова, т. Йордан Янков, ар. Борис Чакъров
37. 1995 – Бог, цар, отечество – м.ар. Александър Бръзицов, т. Матей Стоянов – от албума „Бог, цар, отечество“ на клуб „Свети Иван Рилски“
38. 1995 – Кристален свят – дует с Нели Рангелова – м.ар. Красимир Гюлмезов, т. Александър Петров – от албума на Нели Рангелова „Само ти“
39. 1995 – Една любов – дует с Нели Рангелова – м.ар. Красимир Гюлмезов, т. Александър Петров – от албума на Нели Рангелова „Само ти“
40. 1996 – Химн на Нефтохимик – м.т. Георги Христов, ар. Борис Чакъров
41. 1997 – У дома – дует със Силвия Кацарова – м.т. Валентин Пензов, ар. Борис Чакъров
42. 1998 – Коледна звезда – с участието на Бон-бон – м.ар. Александър Бръзицов, т. Александър Петров – от албума на Александър Бръзицов „Прошепнати мечти“
43. 2005 – Една звезда – с участието на Бон-бон

## Не търся любовта
Георги Христов като текстописец:
1. Ще те повикам
2. Две сълзи след мен
3. Сбогуване
4. Дай ми ръка на раздяла
5. Накажи ме с любов
6. Да обичаш – не е грях
7. Аз и ти, без него
8. Песен за стария моряк
9. Как ще стане това
10. Коледна звезда
11. Рожден ден
12. Черно и бяло
13. Ще те накарам да се влюбиш
14. Днес си малко странна
15. Върни ми любовта
16. Сърцето ми бие тревога
17. Пътник
18. Защо
19. Очи
20. Вечер
21. И само дъжд
22. Илюзия
23. Рано е за сбогом
24. Сто процента обич
25. Дали си разбрала
26. Чудак
27. Една любов
28. Кристален свят
29. Нямам нужда от много приятели
30. Шанс за децата
31. Повтаряй ми, че ме обичаш
32. Без теб
33. Майчице
34. Запомни ме с добро
35. От утре
36. Посвещение
37. Просякът
38. С музика живея
39. Бог се роди, Коледо
40. Сезони
41. Следи
42. Безкрайна любов
43. Животът ни е даден
44. Искам да съм сам
45. Всичко или нищо
46. Душата ми е стон
47. В Новия век
48. Поне на Коледа да се обичаме
49. Болка
50. Много пъти
51. Сега разбрах
52. Любов

## Галерия
- Концерт на 15/11/2006 г. в НДК – София
- Концерт на 15/11/2006 г. в НДК – София
- Концерт на 15/11/2006 г. в НДК – София
- Концерт на 15/11/2006 г. в НДК – София
- Концерт на 15/11/2006 г. в НДК – София
- Концерт на 15/11/2006 г. в НДК – София
- Концерт на 15/11/2006 г. в НДК – София
- Концерт на 30/06/2013 г. в град Елин Пелин